# Otto Wyler
Otto Wyler (* 30. März 1887 in Mumpf; † 18. März 1965 in Aarau) war ein Schweizer Maler, Zeichner und Grafiker.

## Leben
Otto Wyler wuchs in Aarau auf und war Sohn jüdischer Eltern. Er besuchte 1904–1906 die Fachschule für dekoratives Malen und Zeichnen am Kantonalen Gewerbemuseum. Im Alter von 19 Jahren malte er seine ersten Werke im Stil impressionistischer Malerei. Um sich ganz der Malerei widmen zu können, integrierte sich Wyler voll in die christlich geprägte Gesellschaft in Aarau. Im Winter 1906/1907 besuchte er die Malschule Heinrich Knirrs in München. Auf Anraten seines Lehrers setzte er von 1907 bis 1908 seine Studien in Paris an der École nationale des Beaux-Arts bei den Lehrern Fernand Cormon, Jacques-Émile Blanche und Charles Cottet fort. 1908 erfolgte die Ausstellung im Kunsthaus Zürich zusammen mit Max Burgmeier und Ernest Bolens. Seinen ersten Erfolg verzeichnete er durch den Verkauf der Gitarrenspielerin an das Wallraf-Richartz-Museum. Anlässlich der Münchner Secessionsausstellung erhielt Wyler 1913 eine Goldmedaille.
1917–1923 verließ er seine Heimatstadt und verbrachte einen längeren Kuraufenthalt in Ftan. 1923 zurück in Aarau, erhielt er in den folgenden Jahren mehrere Aufträge für Wandmalereien. Er avancierte zum eigentlichen „Stadtmaler“ und erhielt in dieser Funktion zahlreiche Aufträge für Wandbilder in öffentlichen Gebäuden. Bei einem Werk handelte es sich um ein Fresko für die Leichenhalle des Kantonsspitals Aarau. Doch auch im Saal des Bezirksgerichtes oder im Foyer des Grossratsgebäudes verwirkliche Wyler Wandgemälde. In den 20er Jahren entwickelte er einen malerischen Stil, der sich am Vorbild Cézannes orientierte. Von Reisen nach Paris, Südfrankreich, Marokko und Griechenland brachte er 1934–1935 Bilder nach Hause, die die Wandelbarkeit seiner Palette aufzeigten. Unter seinen Werken befanden sich Aquarelle, Zeichnungen und Druckgrafiken.
Otto Wyler war bis ins hohe Alter tätig.

## Nachwirken
Seit 2009 begannen Nachfahren von Otto Wyler in Israel, seinen künstlerischen Nachlass zu dokumentieren und zu erforschen. Am 11. Januar 2013 eröffnete im Museum of Art in En Charod eine Ausstellung mit Werken von Wyler, die dank Besitzern in der Schweiz realisiert werden konnte. Zu den Leihgebern gehörte auch die Stadt Aarau, mit welcher Otto Wyler stark verbunden war. 2015 wurde die Otto Wyler Website online geschaltet. Die Webseite fungiert als digitales Archiv und umfasst alle elektronisch erfassten Werke Otto Wylers. Das Museum Franz Gertsch in Burgdorf widmete dem Künstler vom 18. September 2021 bis 27. Februar 2022 unter dem Titel Die schönsten Bilder. Otto Wyler begegnen eine Ausstellung.

## Publikationen
- Otto Wyler Newsletter (2021), Yehuda Sprecher, Wolfgang Straub
- Aargauer Zeitung: „Maienzug“ von 1912 in Israel ausgestellt (21. Januar 2013), Hermann Rauber